# Graham Linehan
Graham Linehan, född 22 maj 1968, är en irländsk manusförfattare, skådespelare, komiker och regissör. Han har skrivit manus till tv-serier som Jösses, Black Books och IT-supporten.